# Bảo tàng Vladimir Vysotsky ở Koszalin
Bảo tàng Vladimir Vysotsky ở Koszalin (tiếng Ba Lan: Muzeum Włodzimierza Wysockiego w Koszalinie) là một bảo tàng tư nhân dành riêng cho ca sĩ, nhạc sĩ, nhà thơ và diễn viên người Nga Vladimir Vysotsky, tọa lạc tại số 11/1A Phố Tướng Anders, thành phố Koszalin, Ba Lan.

## Lược sử hình thành
Bảo tàng Vladimir Vysotsky ở Koszalin được thành lập vào tháng 5 năm 1994 theo sáng kiến của Marlena Zimna (1969 - 2016). Ban đầu, Bảo tàng tọa lạc tại Phố Drzymała. Từ năm 1995, Bảo tàng chuyển địa điểm đến căn hộ riêng của Marlena tại Phố Tướng Anders.

## Triển lãm

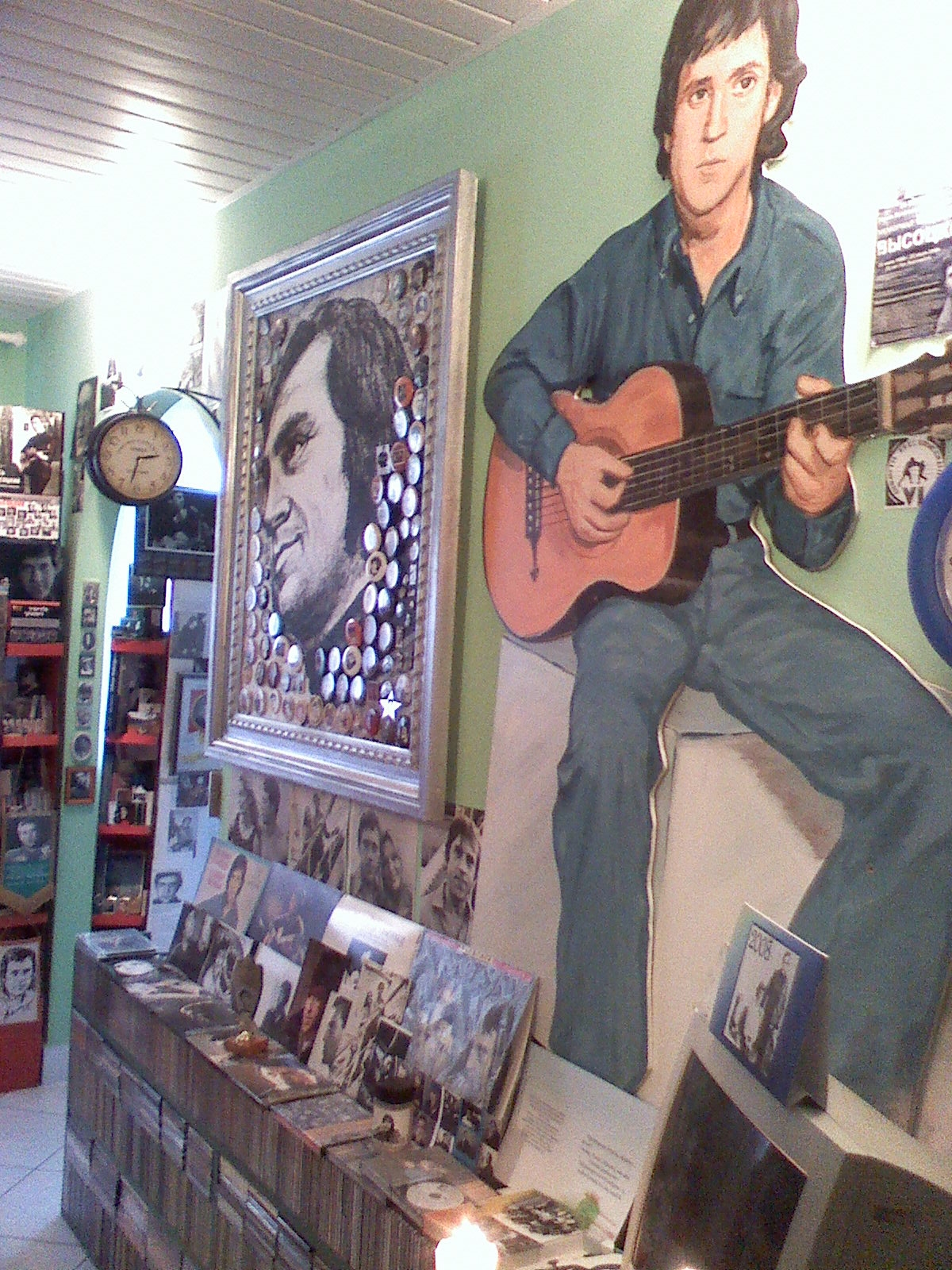

Bộ sưu tập cơ sở là của Marlena Zimna. Bà bắt đầu việc sưu tập từ năm 1984. Bộ sưu tập ban đầu của Bảo tàng Vladimir Vysotsky ở Koszalin có 300 tác phẩm trưng bày, về sau đã phát triển lên hơn 19.500 tác phẩm trưng bày từ các quốc gia khác nhau.
Bộ sưu tập chứa các kỷ vật liên quan đến Vladimir Vysotsky, bao gồm vật dụng cá nhân, chữ ký, bản thảo, thư, ảnh, sách thơ và nghiên cứu khoa học về con người và tác phẩm của Vladimir Vysotsky, áp phích, chương trình sân khấu, tài liệu, sách báo, tem bưu chính, và nhiều thứ khác. Bảo tàng Vladimir Vysotsky ở Koszalin cũng có một thư viện video và một thư viện âm nhạc phong phú.